# Tribüne Bergpreis
Der Tribüne Bergpreis war ein Straßenradrennen in der DDR, das seit 1957 von der DDR-Gewerkschaftszeitung Tribüne (Freier Deutscher Gewerkschaftsbund) veranstaltet wurde und deren Namen trug. Einige Austragungen trugen auch den Titel Harzer Tribüne Bergpreis. 1989 war die letzte Austragung des Rennens.

## Geschichte
Das Rennen wurde im Gründungsjahr in Wernigerode ausgetragen, fand danach mit Start und Ziel in Blankenburg im Harz seinen Veranstaltungsort. Es war zeitweilig Wertungsrennen zur Bildung der DDR-Nationalmannschaft und einige Jahre Bestandteil der Woche des internationalen Radsports der DDR. Den ersten Sieg eines ausländischen Fahrers gab es durch 1983 durch Ladislav Ferebauer.
1986 fand das Rennen als 1. Etappe im Rahmen des als Eisenbahner-Weltmeisterschaft (USIC) veranstalteten Etappenrennens statt. Anlässlich dieses Rennens wurden alle zu passierenden Bahnschranken offen gehalten und der reguläre Zugverkehr für das Radrennen unterbrochen. Den Titel gewann Juri Kaschirin aus der Sowjetunion. In späteren Jahren (nach dem Ende der DDR) fand das Rennen eine Fortsetzung im Rahmen der Harzrundfahrt als Wettbewerb für Amateure B/C und Mastersfahrer.

## Palmarès
- 1956 Gustav-Adolf Schur (SC DHfK Leipzig)
- 1957	Egon Adler (SC Rotation Leipzig)
- 1958	Manfred Weißleder (SC Wismut Karl-Marx-Stadt)
- 1959	Egon Adler (SC Rotation Leipzig)
- 1960	Manfred Weißleder (SC Wismut Karl-Marx-Stadt)
- 1961	Bernhard Eckstein (SC DHfK Leipzig)
- 1962	Gustav-Adolf Schur (SC DHfK Leipzig)
- 1963	Egon Adler (ASK Vorwärts Leipzig)
- 1964	Egon Adler (ASK Vorwärts Leipzig)
- 1965 Ulrich Richter (BSG Lokomotive Halle)
- 1966 Bernd Knispel (SC DHfK Leipzig)
- 1967	Günter Hoffmann (ASK Vorwärts Leipzig)
- 1968	Dieter Grabe (SC DHfK Leipzig)
- 1969	Dieter Grabe (SC DHfK Leipzig)
- 1970 Dieter Gonschorek (ASK Vorwärts Leipzig)
- 1971	Dieter Mickein (SC DHfK Leipzig)
- 1972	Dieter Gonschorek (ASK Vorwärts Leipzig)
- 1973 Wolfgang Lötzsch (BSG Wismut Karl-Marx-Stadt)
- 1974	Wolfgang Lötzsch (BSG Wismut Karl-Marx-Stadt)
- 1975 Rainer Salan (SC Dynamo Berlin)
- 1976	Rainer Salan (SC Dynamo Berlin)
- 1977	nicht ausgetragen
- 1978	Thilo Fuhrmann (ASK Vorwärts Frankfurt (Oder))
- 1979	Bernd Drogan (SC Cottbus)
- 1980 Martin Goetze (SC DHfK Leipzig)
- 1981	Lutz Lötzsch (SC Karl-Marx-Stadt)
- 1982	Bernd Drogan (SC Cottbus)
- 1983	Ladislav Ferebauer (ČSSR)
- 1984 Andrzej Serediuk (Polen)
- 1985	André Hans (SC Dynamo Berlin)
- 1986	Wolfgang Lötzsch (BSG Motor Ascota Karl-Marx-Stadt)
- 1987	Jan Schur (SC DHfK Leipzig)
- 1988	nicht ausgetragen
- 1989	Jens Heppner (SG Wismut Gera)